# Roman Benedikt Nollet

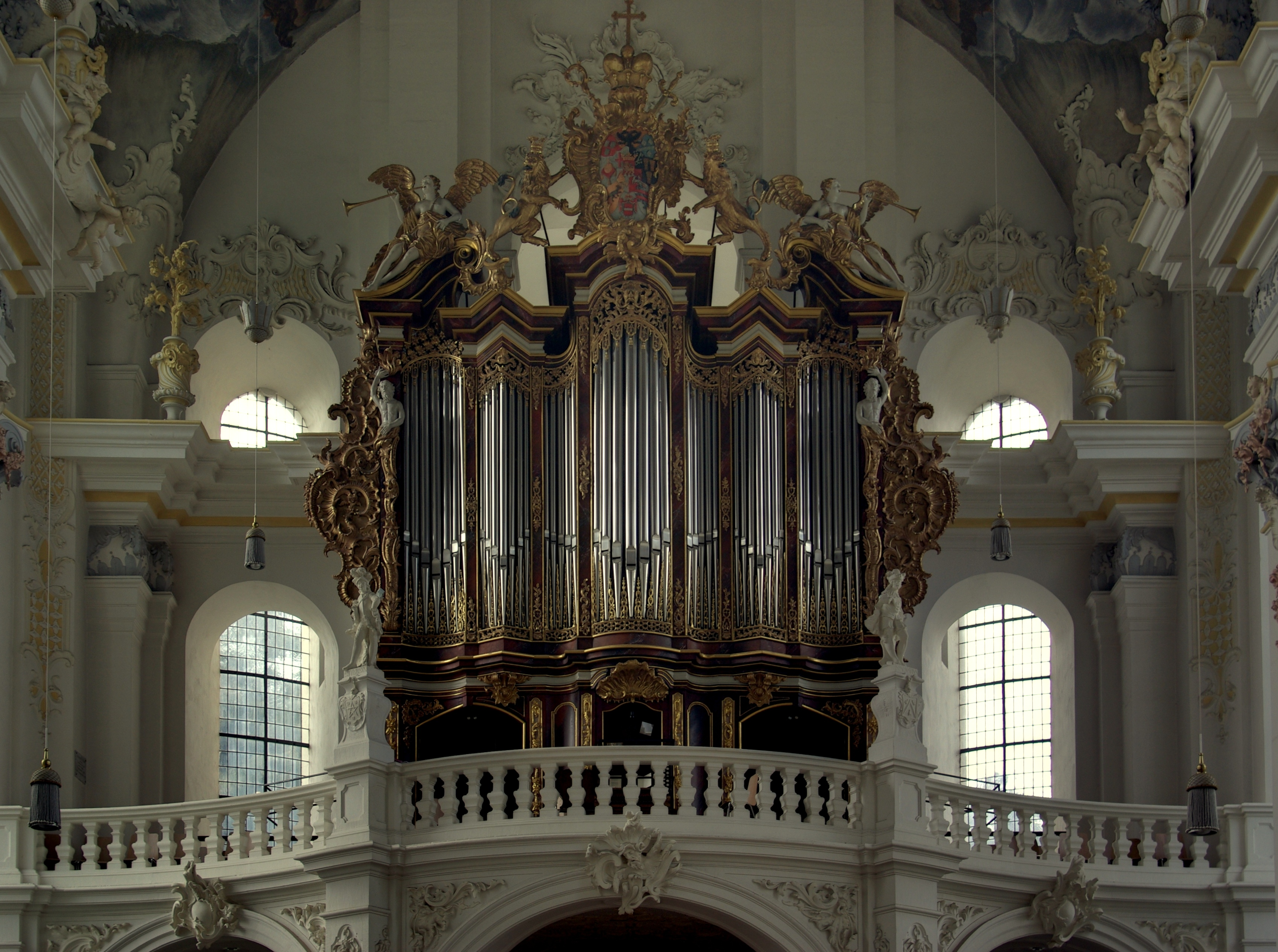
Orgue de Nollet en la basilique Saint-Paulin de Trèves.

Roman Benedikt Nollet, ou Romanus Benedikt Nollet ; né le 12 février 1710, mort le 13 mars 1779), est un facteur d'orgue allemand, actif surtout dans la région de Trèves.

## Biographie
Il est le fils de Jean Nollet, facteur d'orgue d'origine française. Ses contemporains le décrivent comme un homme ayant d'étonnantes capacité artistiques, mais aux manières déplorables.
Sa première femme s'appelait peut-être Catharina. En deuxièmes noces, il épouse Irmina Claeres de Trèves. De ce mariage naît son fils, Johann Bernhard Nollet, qui reprendra l'atelier de son père après le retrait de celui-ci en 1777.

## Quelques réalisations
- 1745 : Bernkastel
- 1745 : Trèves (église St. Antonius, maintenant église paroissiale Saint-Georges de Trèves-Irsch)
- 1745 : Trèves (église St. Irminen)
- 1745 : Longkamp (reconstruction de l'orgue de l'église  Saint-Michel de Bernkastel)
- 1756 : Trèves (basilique Saint-Paulin – réalisation conjointe avec Balthasar Neumann)
- 1773 : Klausen (maintenant église Saint-Martin – avec son fils)
- 1773 : Abbaye Notre-Dame d'Orval (Belgique) (abbaye cistercienne – avec son fils)